# Куртюков, Михаил Фёдорович
Михаил Фёдорович Куртюков (25 августа 1911 — ?) — советский инженер, специалист в области радиосвязи. Лауреат Сталинской премии (1951).

## Биография
Родился в с. Кузнецово Нарофоминского уезда Московской губернии.
Окончил Ивановский энергетический институт (1937).
- 1937—1939 инженер-электрик, начальник подстанции, главный инженер-электрик на Вознесенском химкомбинате.
- 1939—1940 главный инженер «Шахпроекта»
- 1940—1941 начальник энергоцеха завода «Москабель»
- 1941—1945 участник войны
- 1945—1946 в отделе главного механика наркомата связи
- 1946—1964 в НИИ-10, последняя должность — начальник лаборатории.

Умер не ранее 2004 года.

## Награды и звания
Сталинская премия (1951) — за участие в разработке РПС «Штаг Б».
Награждён медалями «За боевые заслуги», «За отвагу», орденами Отечественной войны I и II степеней.